# Wereldkampioenschappen judo 1983
De Wereldkampioenschappen judo 1983 waren de 12de editie van de Wereldkampioenschappen judo. 
Deze editie werd gehouden in Moskou van 13 tot 16 oktober 1983. 

## Medaillewinnaars

### Mannen
| Gewichtsklasse | Goud                | Zilver             | Brons                                  |
| -------------- | ------------------- | ------------------ | -------------------------------------- |
| – 60 kg        | Khazret Tletseri    | Tamas Bujko        | Kenichi Haraguchi Klaus-Peter Stolberg |
| – 65 kg        | Nikolaj Solodoechin | Yoshiyuki Matsuoka | Janusz Pawłowski Sandro Rosati         |
| – 71 kg        | Hidetoshi Nakanishi | Ezio Gamba         | Tamaz Namgalauri Steffen Stranz        |
| – 78 kg        | Nobutoshi Hikage    | Neil Adams         | Mircea Fratica Sjota Chabareli         |
| – 86 kg        | Detlef Ultsch       | Fabien Canu        | Robert Berland Seiki Nose              |
| – 95 kg        | Andreas Preschel    | Valeri Divisenko   | Gunther Neureuther Robert Van de Walle |
| + 95 kg        | Yasuhiro Yamashita  | Willy Wilhelm      | Mihail Cioc Henry Stohr                |
| Open           | Hitoshi Saito       | Vladimir Kocman    | Andras Ozsvar Robert Van de Walle      |

## Medaillespiegel
| Plaats | Land                           | Goud | Zilver | Brons | Totaal |
| 1      | Japan                          | 4    | 1      | 2     | 7      |
| 2      | Sovjet-Unie                    | 2    | 1      | 2     | 5      |
| 3      | Duitse Democratische Republiek | 2    | 0      | 1     | 3      |
| 4      | Italië                         | 0    | 1      | 1     | 2      |
| 4      | Hongarije                      | 0    | 1      | 1     | 2      |
| 6      | Frankrijk                      | 0    | 1      | 0     | 1      |
| 6      | Tsjecho-Slowakije              | 0    | 1      | 0     | 1      |
| 6      | Verenigd Koninkrijk            | 0    | 1      | 0     | 1      |
| 6      | Nederland                      | 0    | 1      | 0     | 1      |
| 10     | West-Duitsland                 | 0    | 0      | 3     | 3      |
| 11     | België                         | 0    | 0      | 2     | 2      |
| 11     | Roemenië                       | 0    | 0      | 2     | 2      |
| 13     | Verenigde Staten               | 0    | 0      | 1     | 1      |
| 13     | Polen                          | 0    | 0      | 1     | 1      |
| Totaal | Totaal                         | 8    | 8      | 16    | 32     |